# جنگل انالامازاوترا
جنگل انالامازاوترا (به لاتین: Analamazaotra Forest Station) یک منطقه حفاظت‌شده در ماداگاسکار است که در آلائوترا-مانگورو واقع شده‌است.